# 牛ケ島大橋

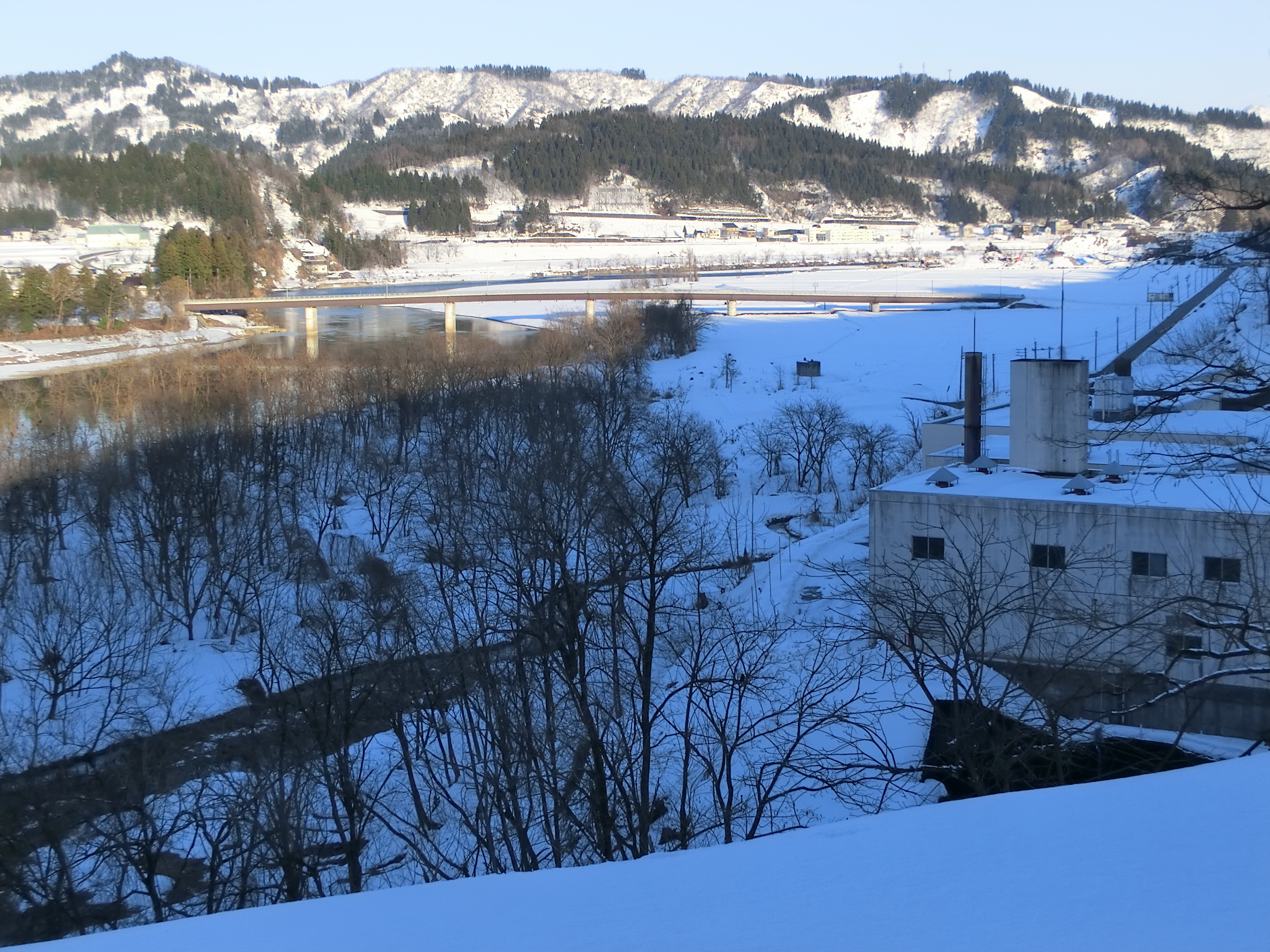
牛ケ島大橋

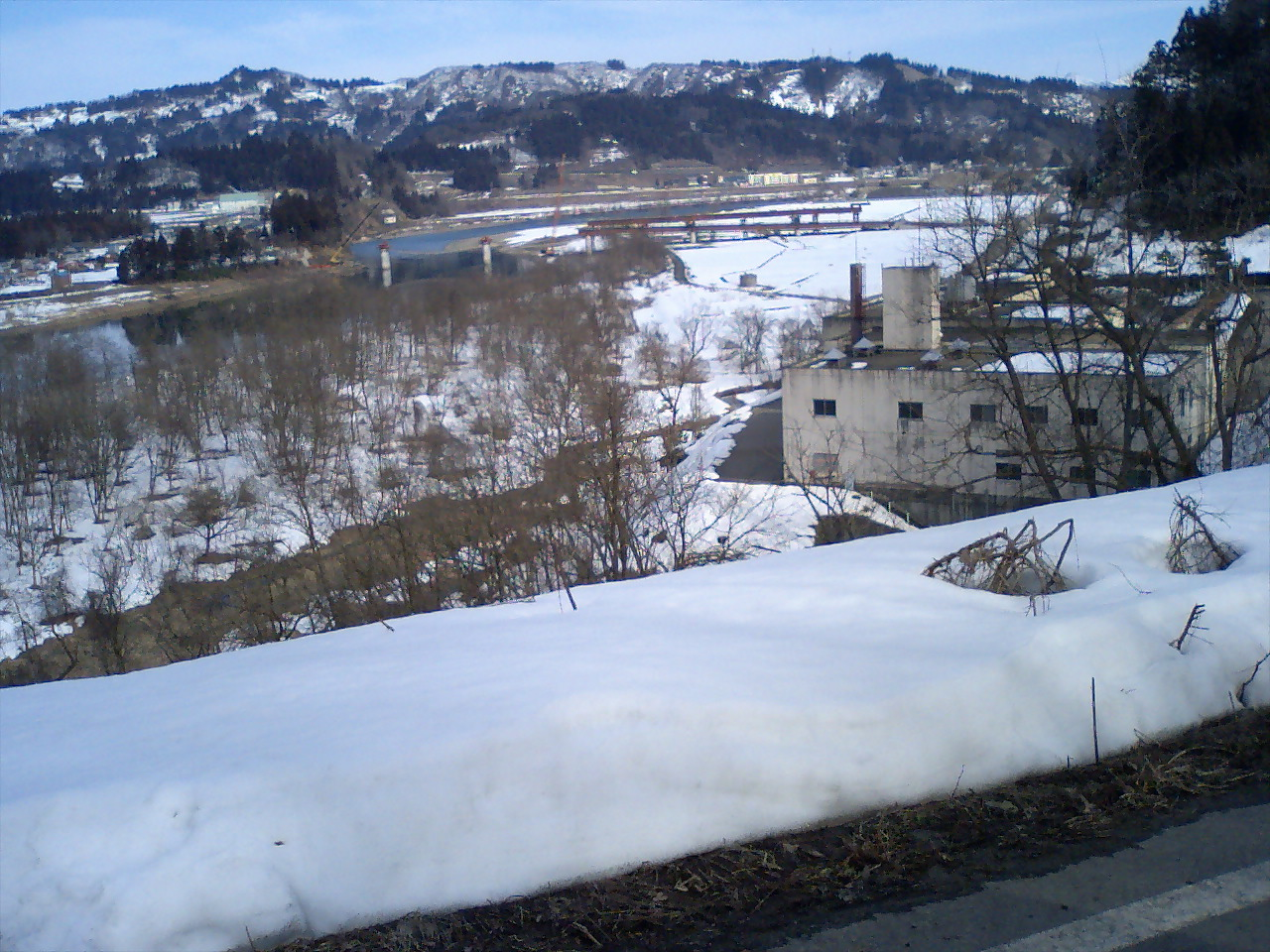
建設中の牛ケ島大橋

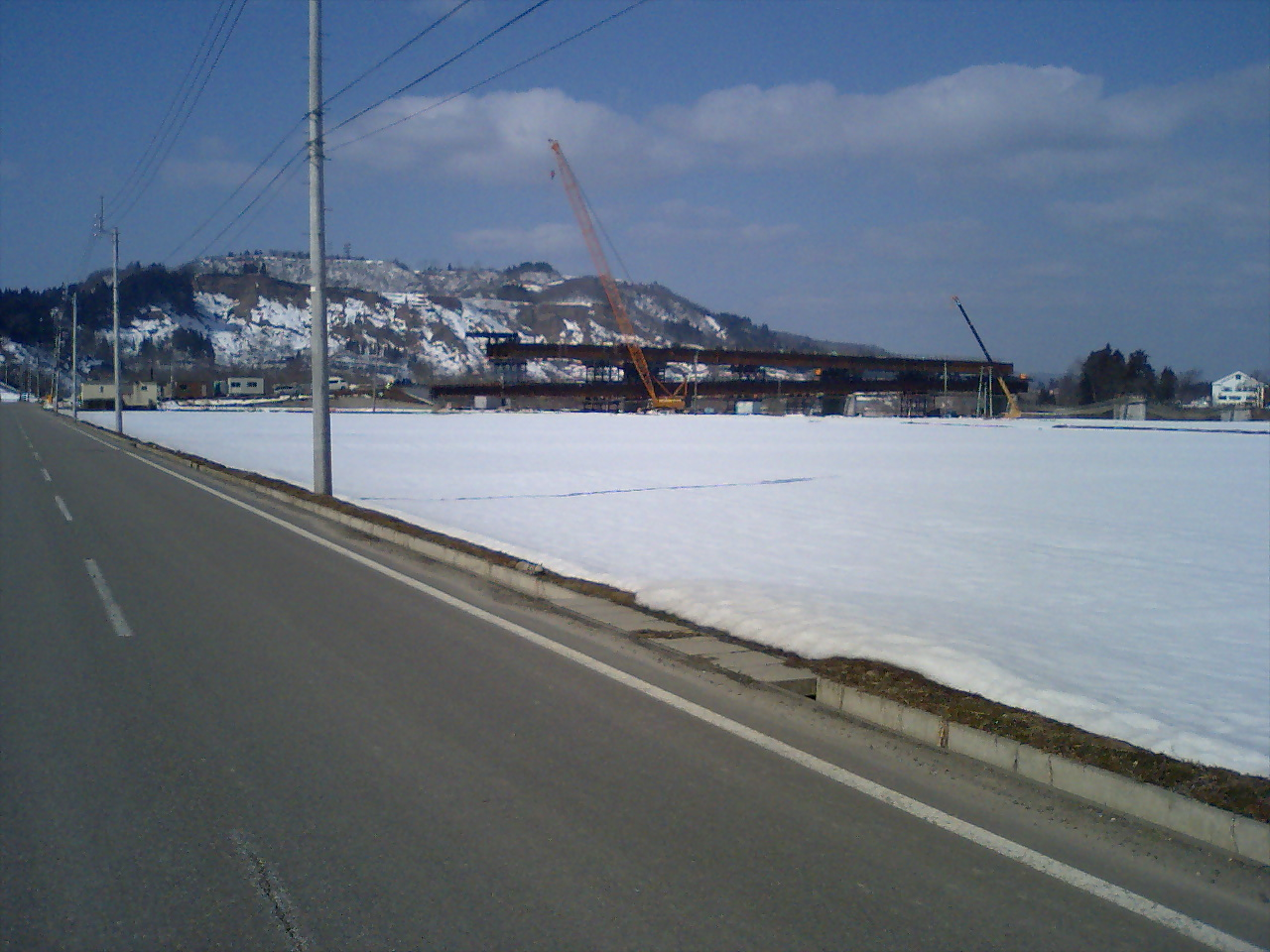
建設中の牛ケ島大橋

牛ケ島大橋（うしがしまおおはし）とは、新潟県長岡市川口牛ケ島 - 西川口の信濃川に架かる農免道路牛ケ島線の橋長321 m（メートル）の桁橋。

## 概要
長岡市川口地域の川口牛ケ島 - 西川口間の信濃川に架かる橋長321.01 mの橋である。魚野川合流点から約1 km（キロメートル）下流にある。
農免道路牛ケ島線は総延長1,585 mであり、西倉橋の西詰から岩平・桑巻を経由して牛ケ島に至る農道であり、信濃川渡河部に牛ケ島大橋がある。工期は信濃川が低水位である10月から3月に限られていた。
本橋の下流側には山本山大橋が、信濃川の上流側には西倉橋が、魚野川の上流側には川口橋が架かる。
- 形式 - 鋼6径間連続非合成RC床版鈑桁橋[1][6]
- 橋長 - 321.000 m[1]
  - 支間割 - 49.2 m+4×55.3 m+49.2 m[1]
- 幅員
  - 総幅員 - 9.75 m[1][5]
  - 車道 - 6.75 m[1]
    - 車線数 - 2車線[5]

  - 歩道 - 片側2.00 m[1]
- 施工 - JFEエンジニアリング[1]
- 工法 - 送出し手延べ工法[1]
- 竣工 - 2010年度（平成22年度）[1]
- 開通 - 2010年（平成22年）11月28日[4]

橋脚は壁式橋脚でニューマチックケーソン工法で建設された。橋台は逆T式橋台である。上部工は手延べ送出し工法で建設された。耐候性鋼を用いている。

## 歴史
牛ケ島集落は信濃川の右岸にあるが、1789年（寛永元年）の信濃川の洪水後、それまで氾濫原を蛇行していた川筋が1851年（嘉永5年）に牛ケ島新田ができて現在まで続いている。
江戸時代から渡しが利用されており、2004年（平成16年）10月23日の新潟県中越地震以前には、渡しは観光にも利用されており、中越地震以後も住民の往来や農耕などに利用されてきた。
下部工は2001年度（平成13年度）から2006年度（平成18年度）にかけて施工され、上部工は2007年度（平成19年度）から2010年度（平成22年度）にかけて施工された。
牛ケ島大橋の完成によって対岸に渡って耕作を行っている農家の利便性が向上した。